# Continuum (série de televisão)
Continuum é uma série de televisão canadense de ficção científica criada por Simon Barry  para a Showcase.
A série é centrada no conflito entre um grupo de terroristas do ano de 2077 que viajam para Vancouver, na Colúmbia Britânica, em 2012, e uma policial que, sem querer, os acompanha. Apesar de muitos anos antes, o grupo terrorista decide continuar sua violenta campanha para impedir que as corporações do futuro substituam os governos, enquanto a policial se esforça para detê-los sem revelar a todos que ela e os terroristas são do futuro. A série estreou em Showcase em 27 de maio de 2012. A primeira temporada é composta por 10 episódios, e chegou ao fim após quatro temporadas e quarenta e dois episódios em 9 de outubro de 2015.

## Sinopse
Um grupo de terroristas fanáticos escapa de sua execução no ano de 2077 e voltam no tempo até o ano de 2012. Cabe a dedicada policial Kiera Cameron Rachel Nichols a difícil tarefa de recapturá-los.
Kiera acaba presa no passado, sem conseguir voltar para seu marido e filho, e se concentra em caçar os criminosos antes que eles façam muitos estragos no nosso presente.
Ela recebe a ajuda inesperada de um jovem gênio da informática e se passa por uma policial local, onde acaba fazendo uma complicada aliança com seu novo parceiro, o detetive Carlos Fonnegra Victor Webster.

## Episódios
Lista de episódios de Continuum

## Elenco

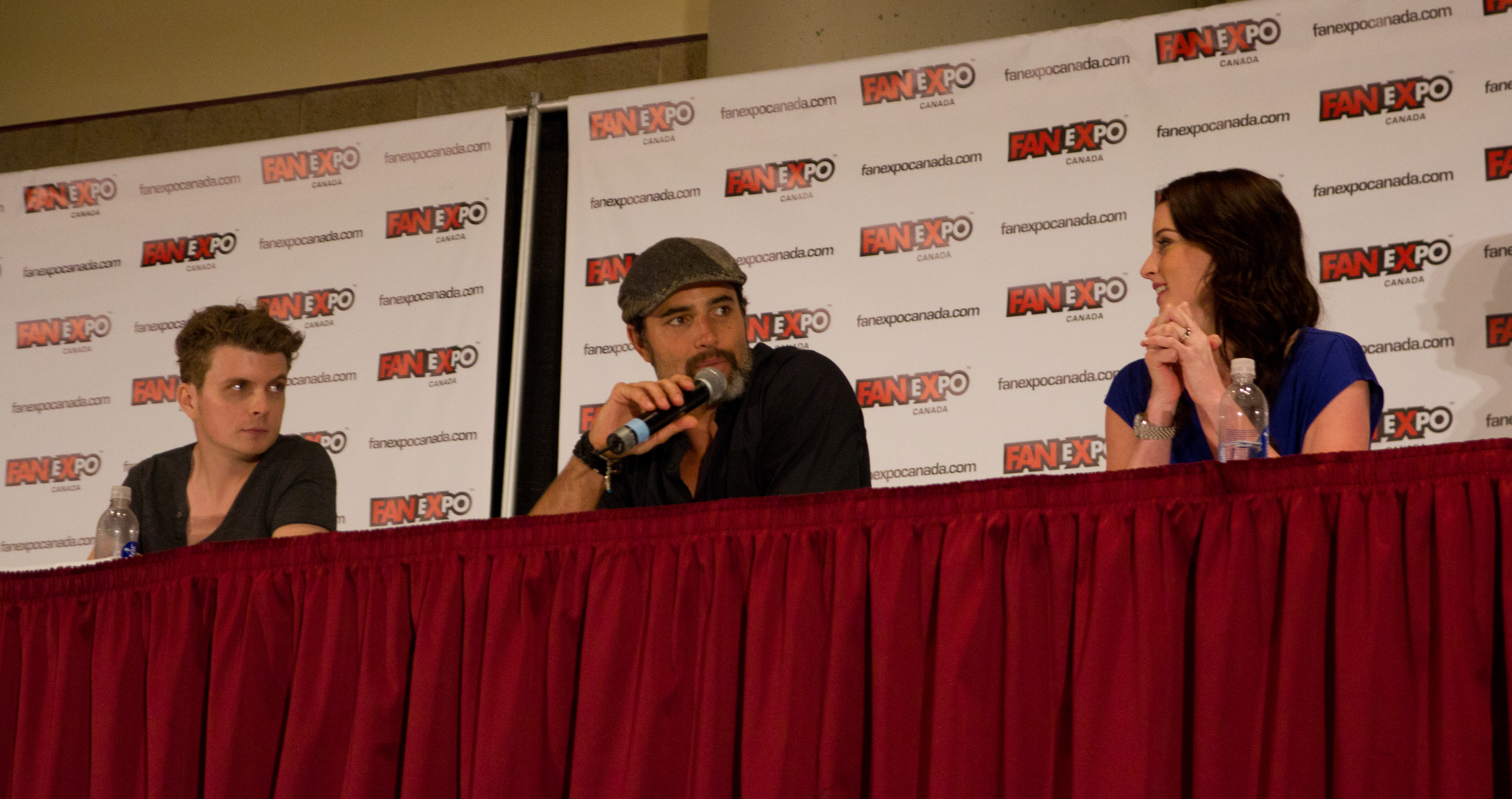
Elenco principal da série na Fan Expo Canada. Erik Knudsen, Victor Webster e Rachel Nichols

### Principal
- Rachel Nichols como Kiera Cameron
- Victor Webster como Carlos Fonnegra
- Lexa Doig como Sonya Valentine
- Erik Knudsen como Alec Sadler (2012)
- Stephen Lobo como Matthew Kellog
- Roger Cross como Travis Verta
- Tony Amendola como Edouard Kagame
- Omari Newton como Lucas Ingram
- Luvia Petersen como Jasmine Garza
- Jennifer Spence como Betty Robertson
- Brian Markinson como Dillon

### Secundário
- John Reardon como Greg Cameron
- Sean Michael Kyer como Sam Cameron
- Zahf Paroo como Oscar
- Caitlin Cromwell como Elena
- Terry Chen como Curtis Chen
- Mike Dopud como Stefan Jaworski
- William B. Davis como Alec Sadler (2077)
- Janet Kidder como Ann Sadler
- Michael Rogers como Roland Randol
- Richard Harmon como Julian Randol
- Olivia Ryan-Stern como Maddie
- Adam Greydon Reid como Clayton
- Katie Findlay como Lily
- Beatrice Sallis como Kagame's Mother
- Jonathan Walker como Martin Bradley